# Култ Светог Владимира
Култ Светог Владимира је литија која се обележава већ неколико стотина година и сврстана је у нематеријално културно добро Црне Горе.

## О самом култу
Крст на коме је погубљен кнез Владимир представља једну од најзначајнијих културно-историјских знаменитости и светиња града Бара. Oвај крст већ се вековима налази код породице Андровић у селу Вељи Микулићи, на падинама планине Румије. Сматра се да је то баш тај крст који је македонски краљ Владислав послао кнезу Владимиру када га је, позвао да дође код њега у Преспу и тада га на превару убио. Тако да се сваке године на дан Света Тројица који се обележава педесетог дана после Васкрсења Исуса Христа, у раним јутарњим часовима, износи крст са којим је погубљен кнез Владимир и тај крст се носи на највиши врх планине Румије. Припадници све три вероисповисти (православна, католичка и муслиманска)заједно са крстом носе и један већи камен који остављају на већ направњеној гомили која се налази на врху планине. По народном веровању се сматра да ће на том месту бити изграђена нова црква, и то онда када на гомили буде довољно сакупљеног камења. Учесници те поворке иду певајући-Крсте носим, Бога молим, Господи помилуј. Тај крст је направљен од дрвета и украшен позлаћеним и сребрним оковима.

### Легенда
Легенда каже да је  македонски цар Самуил у бици победио кнеза Владимир и да га је одвео у тамницу у граду Преспа. У кнеза Владимира се заљубила царева ћерка Косара, која је од оца тражила милост за кнеза Владимира. Отац ју је послушао и пустио је кнеза Владимира. Они су се венчали и живели су у Крајини, на јужној обали Скадарско језера. После смрти цара Самуила, његов наследник Владислав, позвао је Владимира у Преспу, и послао му златни крст као гаранцију за његову сигурност. Кнез Владимир је тражио дрвени крст као залог за  свој живот јер је на дрвеном крсту разапет Исус Христ сматрајући да тако дату реч нови цар неће прекршити. Владислав није одржао реч, по самом уласку у град Преспу, на вратима цркве кнез Владимир је убијен и сахрањен заједно са крстом који је држао у рукума.

### Обележавање 1000. годишњице
У Црној Горије 2017. године  обележено 1000 година од смрти кнеза Владимира Дукљанског - Светог Владимира. Та чињеница означава да његов култ представља и даље значајну смерницу у развоју савременог црногорског духовног и државног идентитета.